# کلیسمافیلیا

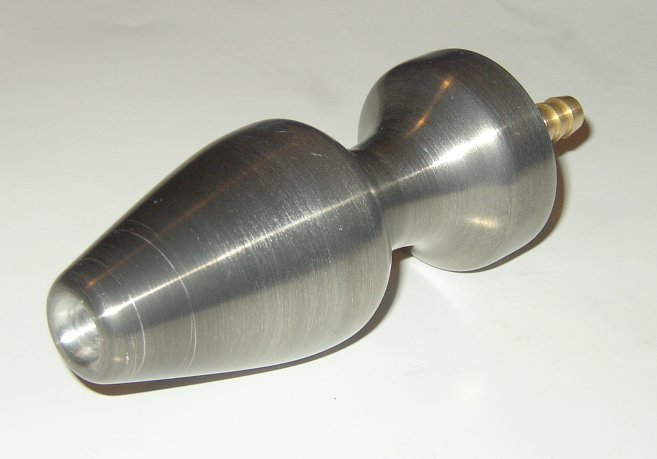
یک نازل آلومینیومی

کلیسمافیلیا (انگلیسی: Klismaphilia) یا اماله‌دوستی، از کلمات یونانی κλύσμα ("انما"، از κατακλυσμός، «طوفان، سیل») و φιλία ("عشق")، یک انحراف جنسی است که شامل لذت بردن و برانگیختگی جنسی از اماله می‌شود.